# نويل كينسلا
نويل كينسلا هو عالم نفس وسياسي كندي، ولد في 28 نوفمبر 1939 في سانت جون في كندا. نشط حزبياً في حزب المحافظين الكندي. وقد انتخب عضو مجلس الشيوخ الكندي ‏ وانتخب رئيس مجلس الشيوخ ‏ (8 فبراير 2006 – 26 نوفمبر 2014).